# Veia bronquial
A veia bronquial é uma veia do tórax.